# بيتر غيرارد
بيتر غيرارد (بالإنجليزية: Peter Gerrard)‏ هو لاعب كرة قدم نيوزيلندي، ولد في 28 ديسمبر 1942 في نيوزيلندا. شارك مع منتخب نيوزيلندا لكرة القدم. أما مع النوادي، فقد لعب مع North Shore United AFC ‏.